# Henri Berriau
Henri Berriau, né le 11 novembre 1871 à Erbray et mort le 17 décembre 1918 à Rabat du typhus, a été l'adjoint du général Lyautey lors de la conquête du Maroc, puis a posé les bases de l'organisation administrative du protectorat.

## Biographie
Il épouse à Rabat le 19 mai 1917, la comédienne Simone Bossis (1896-1984), devenue Simone Berriau, future directrice du théâtre Antoine. Ils donneront naissance à la comédienne Héléna Bossis (1919-2008).

## Hommages
Plusieurs villes de Bretagne ont donné son nom à une rue, on peut citer notamment Châteaubriant, Erbray, Nantes.